# 佩罗讷区
佩罗讷区（法語：Arrondissement de Péronne）是法国上法蘭西大區索姆省所辖的一个区。总面积1484.6平方公里，总人口94041，人口密度63人/平方公里（2018年）。主要城镇为佩罗讷。

## 辖区
佩罗讷区辖有208个市镇。
50°N 3°E / 50°N 3°E